# Sebastian Kislinger
Sebastian Kislinger (ur. 1 sierpnia 1988) – austriacki snowboardzista.

## Kariera
Po raz pierwszy na arenie międzynarodowej pojawił się 12 marca 2004 roku w Haus im Ennstal, gdzie w zawodach FIS Race nie ukończył rywalizacji w gigancie równoległym. Nigdy nie wystąpił na mistrzostwach świata juniorów. W zawodach Pucharu Świata zadebiutował 6 stycznia 2010 roku w Kreischbergu, zajmując 60. miejsce w gigancie równoległym. Pierwsze pucharowe punkty wywalczył 21 grudnia 2011 roku w Carezza, zajmując dwudzieste miejsce w tej konkurencji. Na podium zawodów tego cyklu po raz pierwszy stanął 12 lutego 2017 roku w Bokwang, kończąc zawody na drugiej pozycji. W zawodach tych rozdzielił swego rodaka, Andreasa Prommeggera i Aarona Marcha z Włoch. Najlepsze wyniki osiągnął w sezonie 2016/2017, kiedy to zajął czternaste miejsce w klasyfikacji PAR i siódme w klasyfikacji giganta równoległego. Na rozgrywanych w 2017 roku mistrzostwach świata w Sierra Nevada był ósmy w swej koronnej konkurencji. Rok później wystąpił na igrzyskach olimpijskich w Pjongczangu, gdzie był jedenasty w gigancie równoległym.

## Osiągnięcia

### Igrzyska olimpijskie
| Miejsce | Dzień     | Rok  | Miejscowość | Konkurencja       | Zwycięzca       |
| ------- | --------- | ---- | ----------- | ----------------- | --------------- |
| 11.     | 24 lutego | 2018 | Pjongczang  | Gigant równoległy | Nevin Galmarini |

### Mistrzostwa świata
| Miejsce | Dzień       | Rok  | Miejscowość   | Konkurencja       | Zwycięzca          |
| ------- | ----------- | ---- | ------------- | ----------------- | ------------------ |
| 21.     | 22 stycznia | 2015 | Kreischberg   | Slalom równoległy | Roland Fischnaller |
| 23.     | 23 stycznia | 2015 | Kreischberg   | Gigant równoległy | Andriej Sobolew    |
| 22.     | 15 marca    | 2017 | Sierra Nevada | Slalom równoległy | Andreas Prommegger |
| 8.      | 16 marca    | 2017 | Sierra Nevada | Gigant równoległy | Andreas Prommegger |
| 30.     | 4 lutego    | 2019 | Park City     | Gigant równoległy | Dmitrij Łoginow    |
| 30.     | 5 lutego    | 2019 | Park City     | Slalom równoległy | Dmitrij Łoginow    |

### Puchar Świata

#### Miejsca w klasyfikacji generalnej
- sezon 2009/2010: 90.
  - PAR[2]
- sezon 2010/2011: 83.
- sezon 2011/2012: 35.
- sezon 2012/2013: 42.
- sezon 2013/2014: 24.
- sezon 2014/2015: 14.
- sezon 2015/2016: 16.
- sezon 2016/2017: 14.
- sezon 2017/2018: 5.

#### Miejsca na podium w zawodach
1. Bokwang – 12 lutego 2017 (gigant równoległy) - 2. miejsce
2. Winterberg – 17 marca 2018 (slalom równoległy) - 2. miejsce
3. Carezza – 13 grudnia 2018 (gigant równoległy) - 3. miejsce